# Colonna-fok
A Colonna-fok (korábbi nevén Lacinio-fok; olaszul Capo Colonna) a Tarantói-öböl nyugati és egyben a Calabriai-félsziget legkeletibb pontja Crotone városától délkeletre. 
Az ókorban Promunturium Lacinium néven volt ismert. Nevét az egykoron itt álló Hera Lacinia szentély után kapta, amelynek ma mindössze egyetlen dór oszlopa áll.